# Toguzak
Il Toguzak (in russo Тогузак?) è un fiume della Russia (oblast' di Čeljabinsk) e del Kazakistan (Regione di Qostanay) affluente di destra dell'Uj.
Il fiume ha origine da tre rami sorgentiferi: Nižnij, Srednij e Verchnij Toguzak (Basso, Medio e Alto Toguzak). Scorre in direzione nord-est, attraversando tre volte il confine russo con il Kazakistan. La foce si trova a 108 km lungo la riva destra del fiume Uj. Ha una lunghezza di 131 km (246 se calcolata con il Nižnij Toguzak), l'area del suo bacino è di 8860 km².